# Sympycnus aeneicoxa
Sympycnus aeneicoxa är en tvåvingeart som först beskrevs av Johann Wilhelm Meigen 1824.  Sympycnus aeneicoxa ingår i släktet Sympycnus och familjen styltflugor. Arten är reproducerande i Sverige. Inga underarter finns listade i Catalogue of Life.